# Naju (Stadt)

Lage

Naju  (Naju-si) ist eine Stadt in der Provinz Jeollanam-do in Südkorea.
Naju war Provinzhauptstadt bis 1895, als der Sitz der Verwaltung nach Gwangju verlegt wurde. Die Dongshin University ist in Naju beheimatet. 

## Angebliche Wunder in Naju
In Nanju soll sich eine Marienerscheinung ereignet haben. Laut Aussage von Julia Kim begann am 30. Juni 1985 die Statue der Jungfrau Maria, die Julia Kim aus Naju gehört, zu weinen und vergoss bis zum 14. Januar 1992 700 Tage lang Tränen und „Bluttränen“. Die Katholische Kirche erkennt diese angeblichen Wunder nicht an.

## Städtepartnerschaften
- Kurayoshi, Japan
- Wenatchee, Vereinigte Staaten
- Isaac Region, Australien

## Persönlichkeiten
- Na Ah-reum (* 1990), Radsportlerin